# Cumberland County (Kentucky)
Cumberland County ist ein County im Bundesstaat Kentucky der Vereinigten Staaten. Das U.S. Census Bureau hat bei der Volkszählung 2020 eine Einwohnerzahl von 5888 ermittelt.
Der Verwaltungssitz (County Seat) ist Burkesville, benannt nach Samuel Burks, einem frühen Siedler in diesem Gebiet. Das County gehört zu den Dry Countys, was bedeutet, dass der Verkauf von Alkohol eingeschränkt oder verboten ist.

## Geographie
Das County liegt im Süden von Kentucky, grenzt im Süden an den Bundesstaat Tennessee und hat eine Fläche von 805 Quadratkilometern, wovon 13 Quadratkilometer Wasserfläche sind. Es grenzt in Kentucky im Uhrzeigersinn an folgende Countys: Adair County, Russell County, Clinton County, Monroe County und Metcalfe County.

## Geschichte
Cumberland County wurde am 14. Dezember 1796 aus Teilen des Green County gebildet. Benannt wurde es nach dem Cumberland River.
Drei Bauwerke und Stätten des Countys sind im National Register of Historic Places eingetragen (Stand 6. September 2017).

## Demografische Daten

Alterspyramide des Cumberland Countys (Stand: 2000)

Nach der Volkszählung im Jahr 2000 lebten im Cumberland County 7.147 Menschen in 2.976 Haushalten und 2.038 Familien. Die Bevölkerungsdichte betrug 9 Einwohner pro Quadratkilometer. Ethnisch betrachtet setzte sich die Bevölkerung zusammen aus 95,28 Prozent Weißen, 3,41 Prozent Afroamerikanern, 0,14 Prozent amerikanischen Ureinwohnern, 0,04 Prozent Asiaten, 0,06 Prozent Bewohnern aus dem pazifischen Inselraum und 0,15 Prozent aus anderen ethnischen Gruppen; 0,91 Prozent stammten von zwei oder mehr Ethnien ab. 0,60 Prozent der Bevölkerung waren spanischer oder lateinamerikanischer Abstammung.
Von den 2.976 Haushalten hatten 29,4 Prozent Kinder und Jugendliche unter 18 Jahre, die bei ihnen lebten. 53,0 Prozent waren verheiratete, zusammenlebende Paare, 11,2 Prozent waren allein erziehende Mütter, 31,5 Prozent waren keine Familien, 28,9 Prozent waren Singlehaushalte und in 14,5 Prozent lebten Menschen im Alter von 65 Jahren oder darüber. Die Durchschnittshaushaltsgröße betrug 2,37 und die durchschnittliche Familiengröße lag bei 2,89 Personen.
Auf das gesamte County bezogen setzte sich die Bevölkerung zusammen aus 23,6 Prozent Einwohnern unter 18 Jahren, 6,9 Prozent zwischen 18 und 24 Jahren, 26,8 Prozent zwischen 25 und 44 Jahren, 24,8 Prozent zwischen 45 und 64 Jahren und 17,9 Prozent waren 65 Jahre alt oder darüber. Das Durchschnittsalter betrug 40 Jahre. Auf 100 weibliche Personen kamen 92,7 männliche Personen. Auf 100 Frauen im Alter von 18 Jahren alt oder darüber kamen statistisch 89,1 Männer.
Das jährliche Durchschnittseinkommen eines Haushalts betrug 21.572 USD, das Durchschnittseinkommen der Familien betrug 28.701 USD. Männer hatten ein Durchschnittseinkommen von 21.313 USD, Frauen 16.548 USD. Das Prokopfeinkommen betrug 12.643 USD. 16,4 Prozent der Familien und 23,8 Prozent der Bevölkerung lebten unterhalb der Armutsgrenze. Davon waren 30,3 Prozent Kinder oder Jugendliche unter 18 Jahre und 33,0 Prozent waren Menschen über 65 Jahre.

## Orte im County
- Amandaville
- Arat
- Ashlock
- Bakerton
- Bow
- Burkesville
- Claywell
- Cloyds Landing
- Dougan Town
- Dubre
- Ellington
- Frogue
- Green Grove
- Grider
- Hegira
- Judio
- Kettle
- Leslie
- Littrell
- Long Ridge
- Marrowbone
- Modoc
- Peytonsburg
- Stalcup
- Waterview